# Facteur solaire
 (août 2023).
Si vous disposez d'ouvrages ou d'articles de référence ou si vous connaissez des sites web de qualité traitant du thème abordé ici, merci de compléter l'article en donnant les références utiles à sa vérifiabilité et en les liant à la section « Notes et références ».

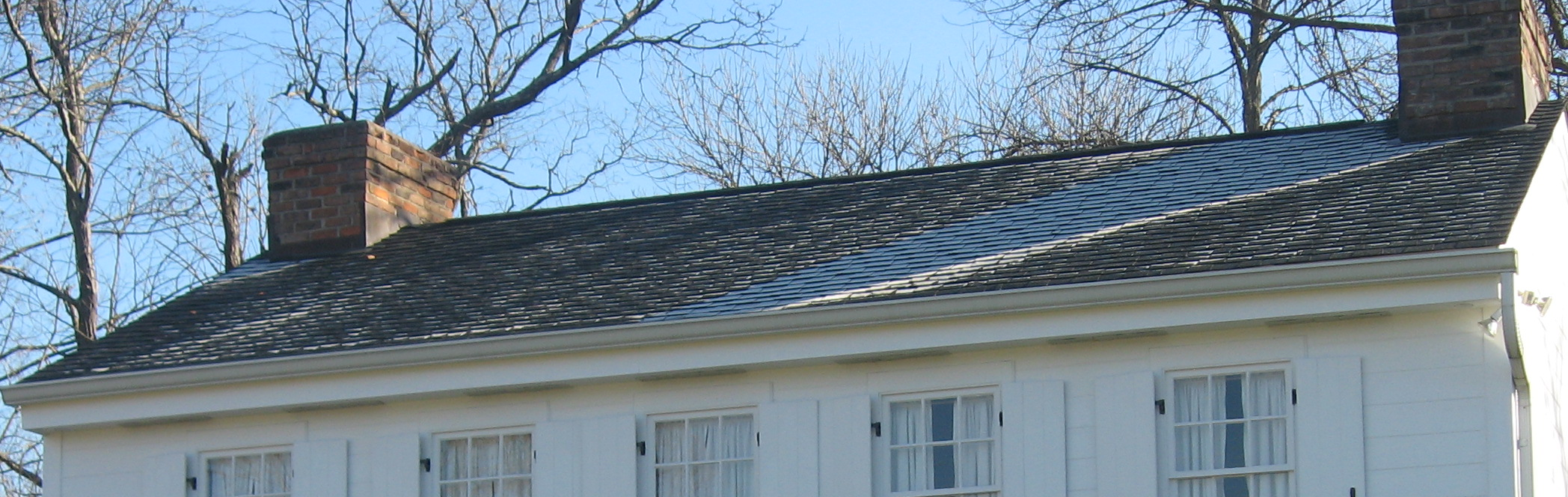
La neige sur le toit de cette maison met en évidence le facteur solaire. Le soleil a fondu toute la neige, sauf dans l'ombre de la cheminée de droite.

Le facteur solaire d'une paroi est le rapport exprimé en pourcentage entre l'énergie due au rayonnement solaire transmise par la paroi et l'énergie reçue par la paroi. Ce rapport dépend des différentes résistances du matériau composant la paroi, ainsi que sa position dans son environnement (par exemple à l'ombre, contenant une lame d'air, etc.), mais il est constant toute l'année. La paroi dont le facteur solaire est à caractériser peut être de toute nature : opaque, vitrée, etc.
La formule de calcul du facteur solaire est :
{\displaystyle g=\left({\frac {\Phi _{transmis}}{\Phi _{entrant}}}\right)}, où
- {\displaystyle g} est le facteur solaire ;
- {\displaystyle \Phi ={\frac {dQ}{dt}}} ;
- {\displaystyle Q} est la chaleur entrante.

## Formules
Les deux formules ci-dessous définissent en détail les termes de la formule {\displaystyle g=\left({\frac {\Phi _{transmis}}{\Phi _{entrant}}}\right)}.
{\displaystyle g=\left({\frac {Rse*\alpha *Cm*Kcorr}{R_{theq}}}\right)}, où :
- {\displaystyle g} est le facteur solaire
- {\displaystyle Rse} la résistance superficielle extérieure, généralement 0,07 (en m².K/W)
- {\displaystyle \alpha } le coefficient d'absorption lié à la teinte qui varie de 0 à 1 (corps noir)
- {\displaystyle Cm} le coefficient de masque lié à l'environnement (qui cache du rayonnement)
- {\displaystyle Kcorr} le coefficient correctif lié à une lame d'air éventuelle dans la paroi
- {\displaystyle R_{theq}} la résistance thermique équivalente de la paroi (en m².K/W)

{\displaystyle R_{theq}=Rsi+\sum \left({\frac {e}{\lambda }}\right)+Rse}, où :
- {\displaystyle Rsi} est la résistance superficielle intérieure, habituellement 0,13 pour un flux vertical ou 0,136 pour un flux horizontal (en m².K/W)
- {\displaystyle e} l'épaisseur du matériau (en mètre)
- {\displaystyle \lambda } la conductivité thermique du matériau (en W/m.K)

## Exemples
Le toit terrasse d'une maison retransmet une portion de l’énergie incidente sur le toit à l’intérieur de la maison (le rayonnement pénètre directement à travers la paroi : par exemple le verre).
Les différences de températures entre l’intérieur et l’extérieur d'un local entraînent de la conduction et n'entrent pas dans la définition du facteur solaire. Il ne s'agit ici que de rayonnement solaire.
Dans le cas d’une paroi strictement opaque, seul l’échauffement de la paroi permet d'obtenir un facteur solaire non nul.
Exemple : paroi opaque homogène
Le facteur solaire va dépendre :
- Proportionnellement à l'absorption de l’énergie par la paroi[incompréhensible] : S= () .α
- Proportionnellement aux résistances thermiques superficielles extérieures (convection et rayonnement)[incompréhensible] :  S= ().α.R

- Proportionnellement au coefficient de transmission thermique surfacique {\displaystyle U}, en W/ (m2.K) .K) : flux thermique en régime stationnaire par unité de surface, pour une différence de température d'un kelvin entre les milieux situés de part et  d’autre d’un système[incompréhensible] : S= α.R.U  [%]. [W/m²K]. [m²K/W]=[%]

{\displaystyle U} est calculé de la même manière que pour la conduction, c'est le flux divisé par la différence de température, soit : 
{\displaystyle U=\left({\frac {1}{{R}+R_{Si}+R_{Se}}}\right)}, où : 
{\displaystyle R} est la résistance de la paroi, définie par la formule {\displaystyle R={\frac {e}{\lambda }}} (où {\displaystyle e} est l'épaisseur en mètre de la paroi, et {\displaystyle \lambda } la conductivité thermique en W/(m.K)) 
Ce cas simple montre l'importance de chaque facteur, en effet {\displaystyle \alpha } varie entre 0 et 1, {\displaystyle R} varie peu, {\displaystyle \lambda } varie de 0.028 à 449, et l'épaisseur de ce que l'on veut. {\displaystyle Rsi} et {\displaystyle Rse} sont eux quasi constants. Pour simplifier, si l'on néglige {\displaystyle Rsi} et {\displaystyle Rse}, on aurait {\displaystyle Rsi} et {\displaystyle S={\frac {\alpha \times R\times \lambda }{e}}}. Dans le cas d'un été avec fort rayonnement solaire, doubler, tripler l'épaisseur revient presque à diviser par deux ou par trois l'énergie transmise par unité de temps. Mais, à épaisseur égale, diminuer le lambda (prendre un matériau plus isolant) revient à diminuer l’énergie transmise.

## Application aux vitres
Le rayonnement solaire qui atteint une surface vitrée est réfléchi, transmis et absorbé dans des proportions variables suivant la nature du vitrage. On peut chercher à privilégier une seule de ces trois qualités (c'est le cas des immeubles de bureau qui cherchent à réduire la transmission lumineuse), mais suivant le cas, on peut également garder une certaine harmonie dans ces trois facteurs. C'est la proportion du flux énergétique que le vitrage laisse passer, qui s'exprime en pourcentage du rayonnement reçu, que l'on appelle facteur solaire {\displaystyle g}. Il représente la somme du rayonnement transmis et celle du rayonnement absorbé puis retransmis vers l'intérieur par le vitrage.
Idéalement, le facteur solaire doit être : 
- Élevé en hiver pour que le bâtiment puisse bénéficier des apports solaires

- Bas en été pour éviter les surchauffes

Cependant, le facteur solaire d'un vitrage est constant. Il convient donc de définir le meilleur compromis et de compléter les façades vitrées de protections solaires adaptées.

## Autres grandeurs
Aux États-Unis, c'est principalement le Solar Heat Gain Coefficient (SHGC) qui est utilisé, et anciennement le Facteur d'ombre (Shading Coefficient (SC)).